# Schuivenhuisje
Het Schuivenhuisje (ook: Dinkelhuisje) is een stuw die het kanaal Almelo-Nordhorn voedt met water van het riviertje de Dinkel. Het staat aan de Harseveldweg, genoemd naar de voormalige buitenplaats Harseveld, nabij Stuw Harseveld, ten noordwesten van Denekamp in Twente. Het heeft de status van rijksmonument. Het huisje heeft een lengte van ongeveer vijftien meter, is anderhalve meter breed en ongeveer drie meter hoog.
Het Schuivenhuisje werd gebouwd in 1887, toen de scheepvaart op het Almelo-Nordhornkanaal nog groeiende was. Door het ophalen van de stalen schuiven werd de waterstand vanuit de Dinkel op peil gehouden, waardoor het kanaal ook in droge zomers niet droog kwam te staan. Toen in 1960 het kanaal Almelo-Nordhorn werd afgesloten voor scheepvaart, verloor het Schuivenhuisje zijn functie.
In 2005 besloot het Waterschap Regge en Dinkel in samenwerking met onder andere de gemeente Dinkelland, provincie Overijssel en de Regio Twente het Schuivenhuisje grondig te restaureren. De totale kosten voor deze restauratie werden beraamd op € 1.089.528.
Het Schuivenhuisje kreeg landelijke bekendheid door een reclamespot van de Twentse beschuitbakkerij Bolletje.

## Afbeeldingen

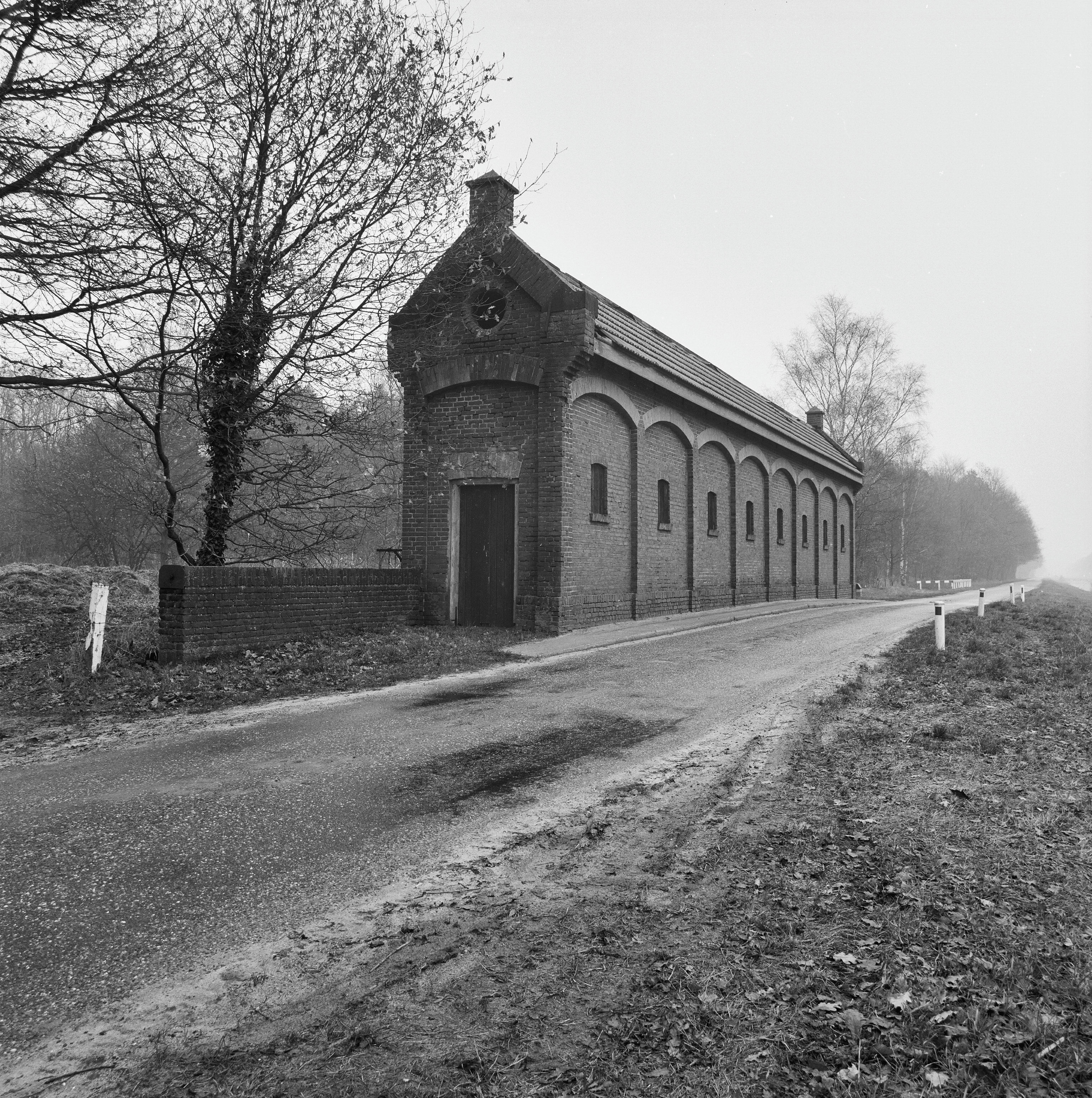
Aanzicht in 1977
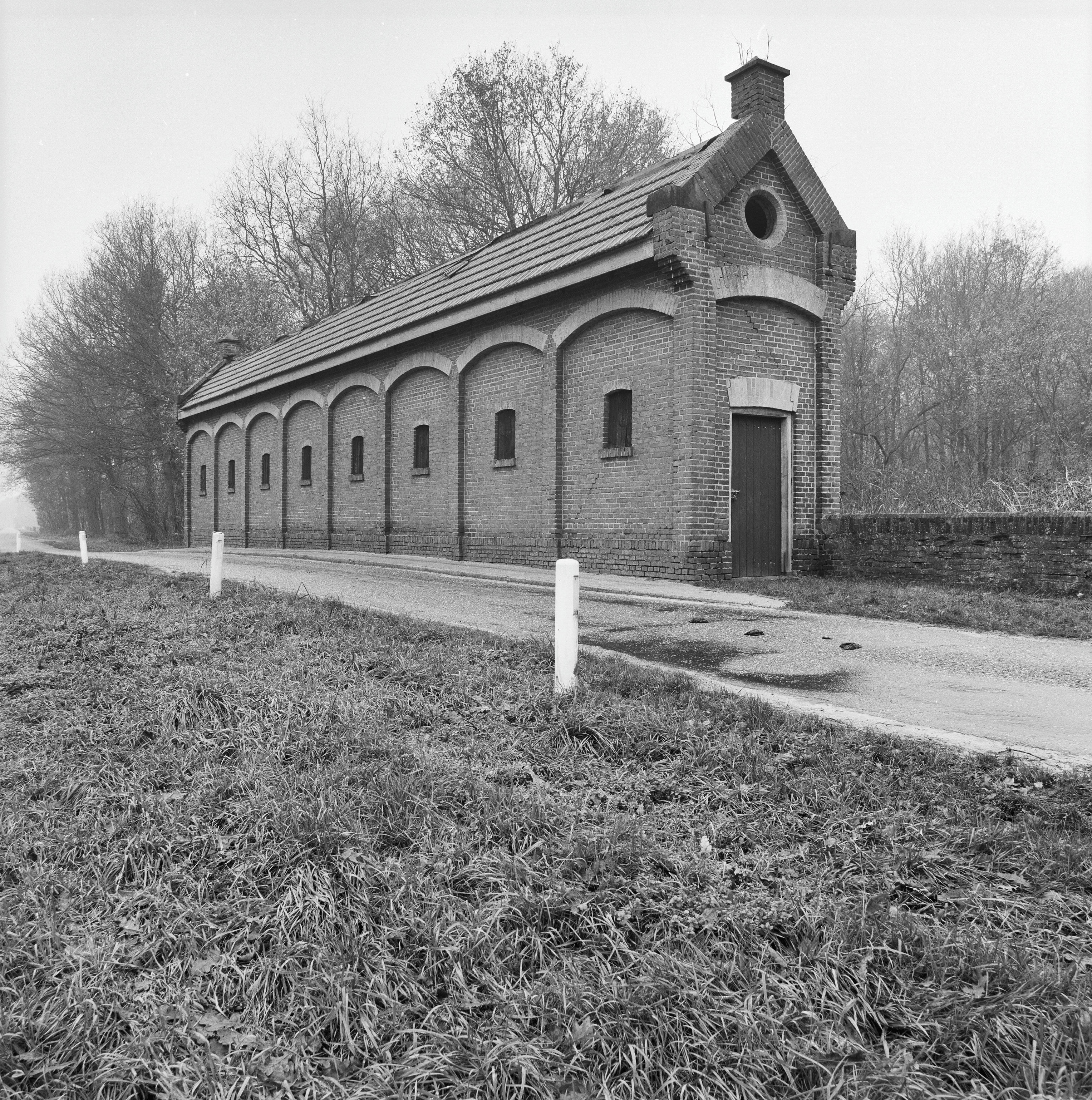
Aanzicht in 1977
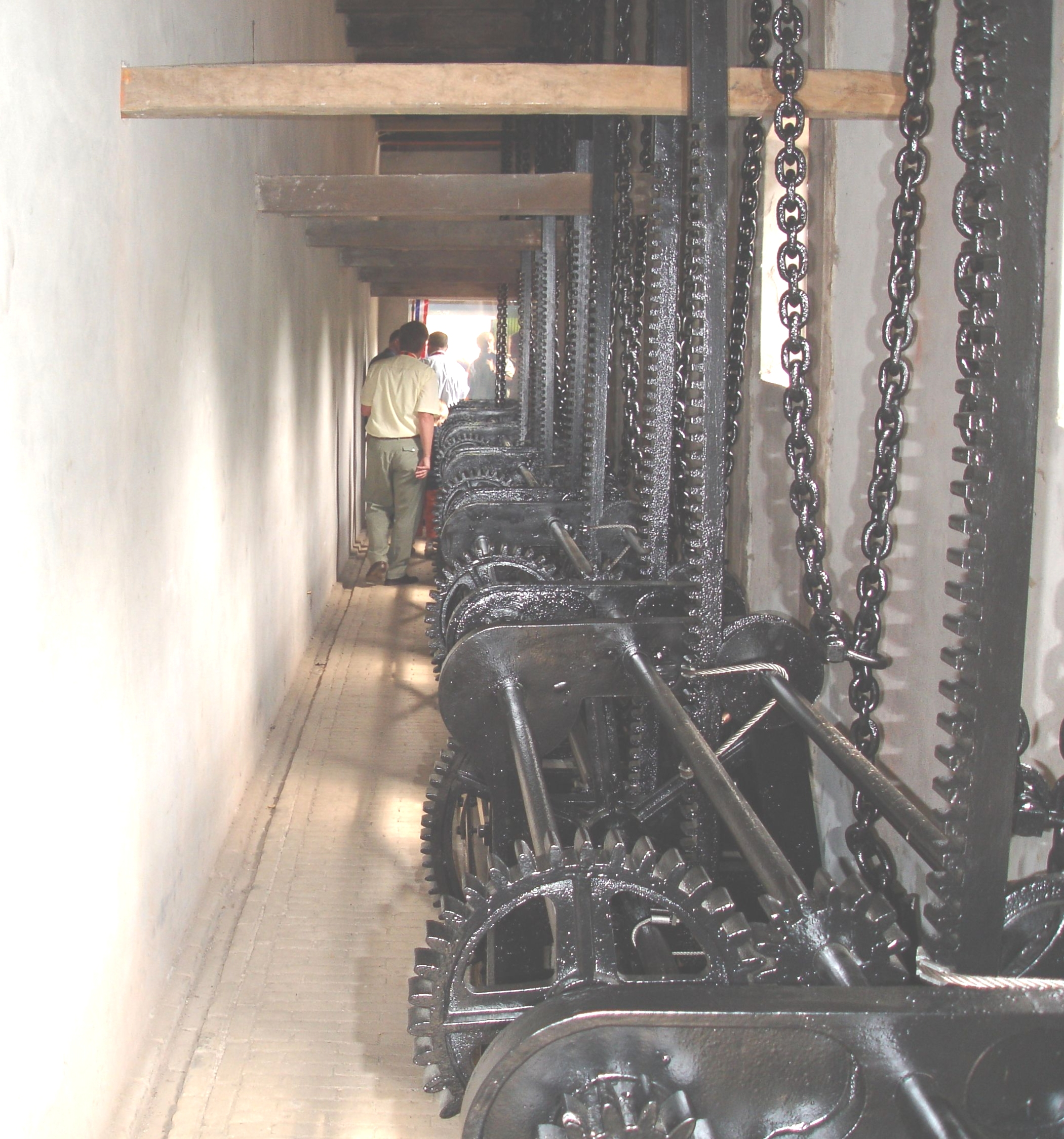
Interieur
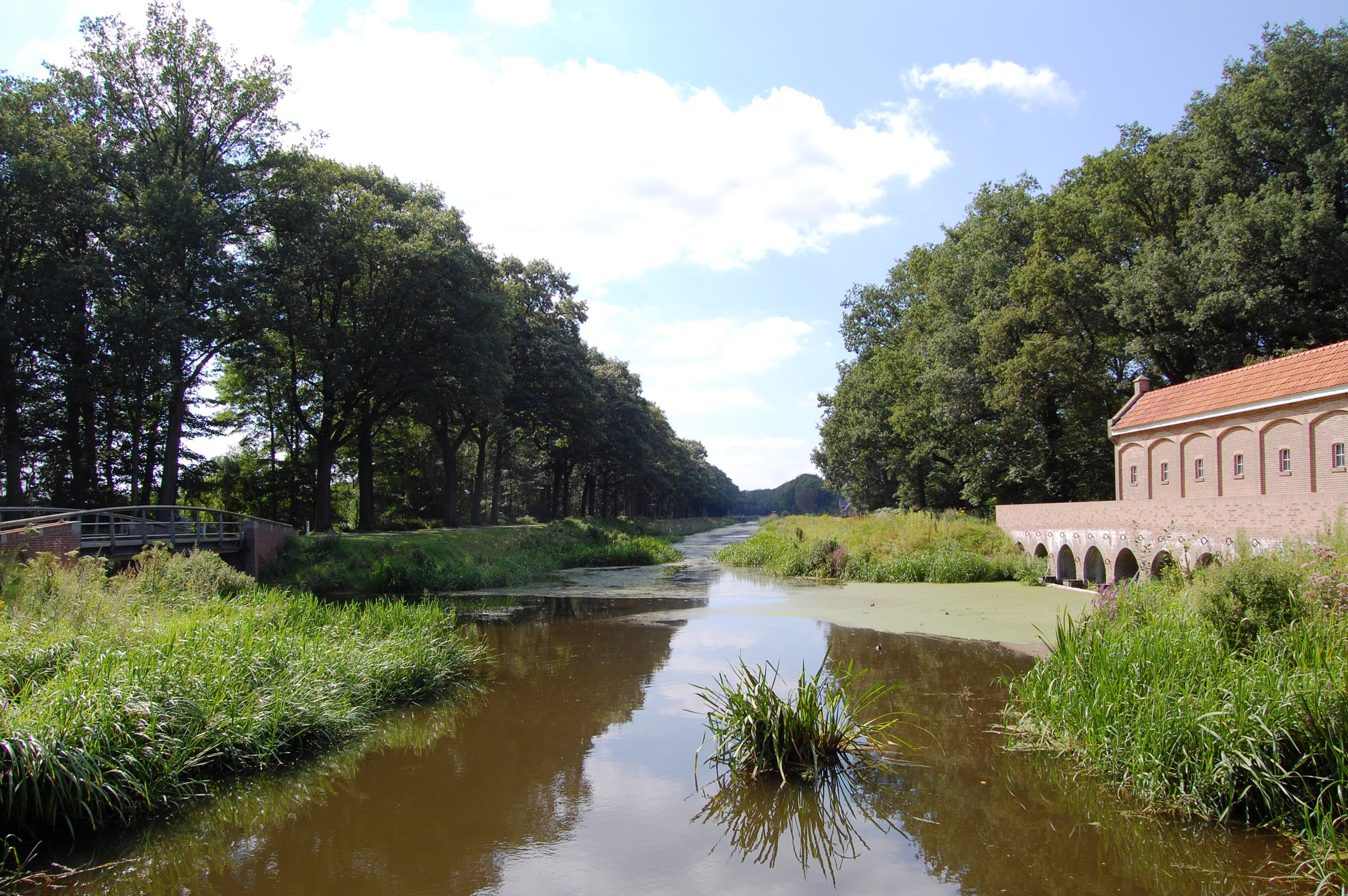
Kanaal-Almelo-Nordhorn